# Sifferboberget-Skalsberget
Sifferboberget-Skalsberget är ett naturreservat i Borlänge kommun och Gagnefs kommun i Dalarnas län.
Området är naturskyddat sedan 2005 och är 97 hektar stort. Reservatet ligger vid sjön Gimmens södra sida och omfattar Sifferbobergets platå och dess östra topp, Skalsberget. Reservatet består främst av tallskog med gran på sluttningarna.